# Burgscheidungen
Burgscheidungen ist ein Ortsteil der Stadt Laucha an der Unstrut im Burgenlandkreis in Sachsen-Anhalt.

## Geographie

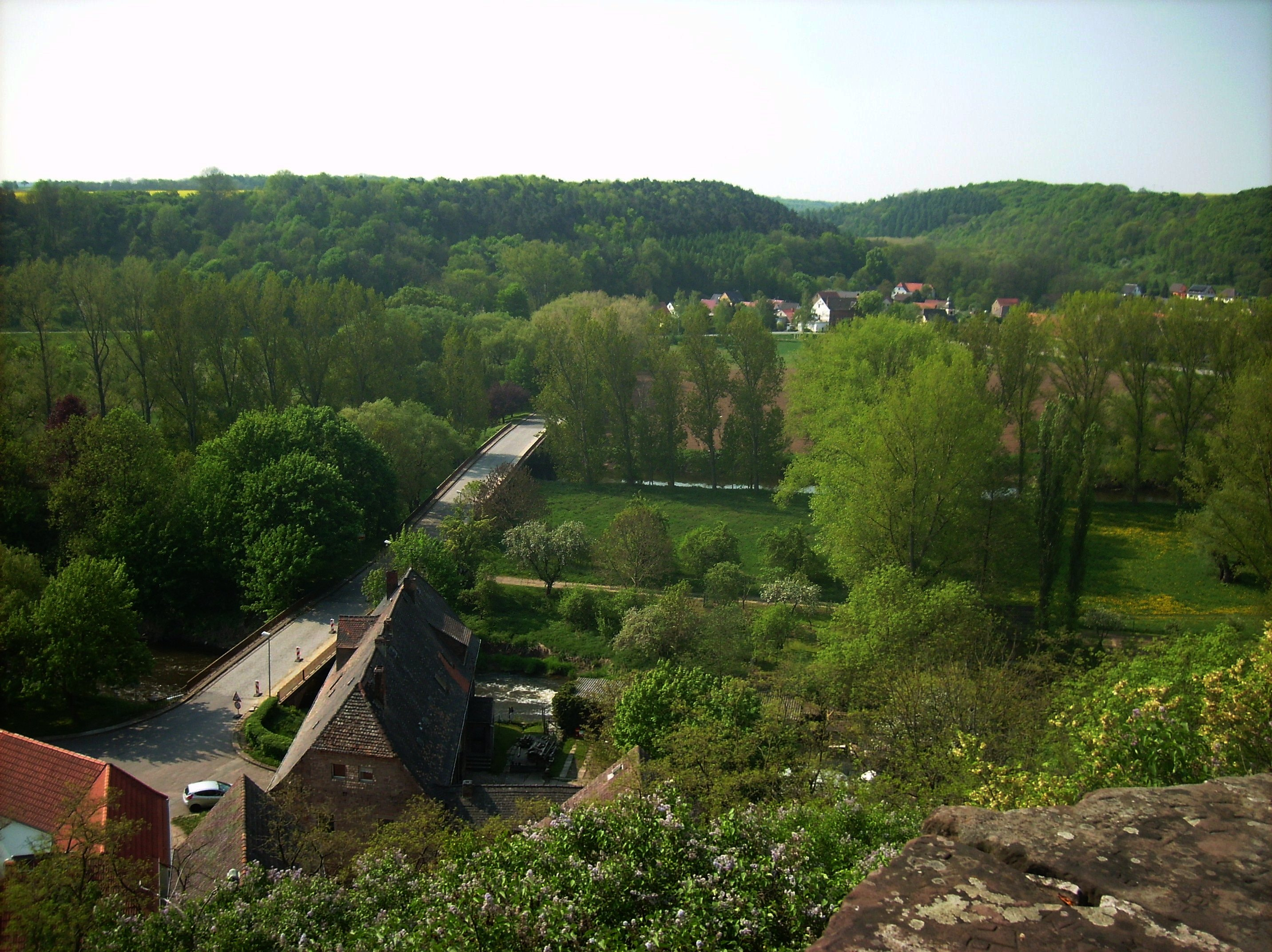
Unstruttal bei Burgscheidungen, Tröbsdorf im Hintergrund

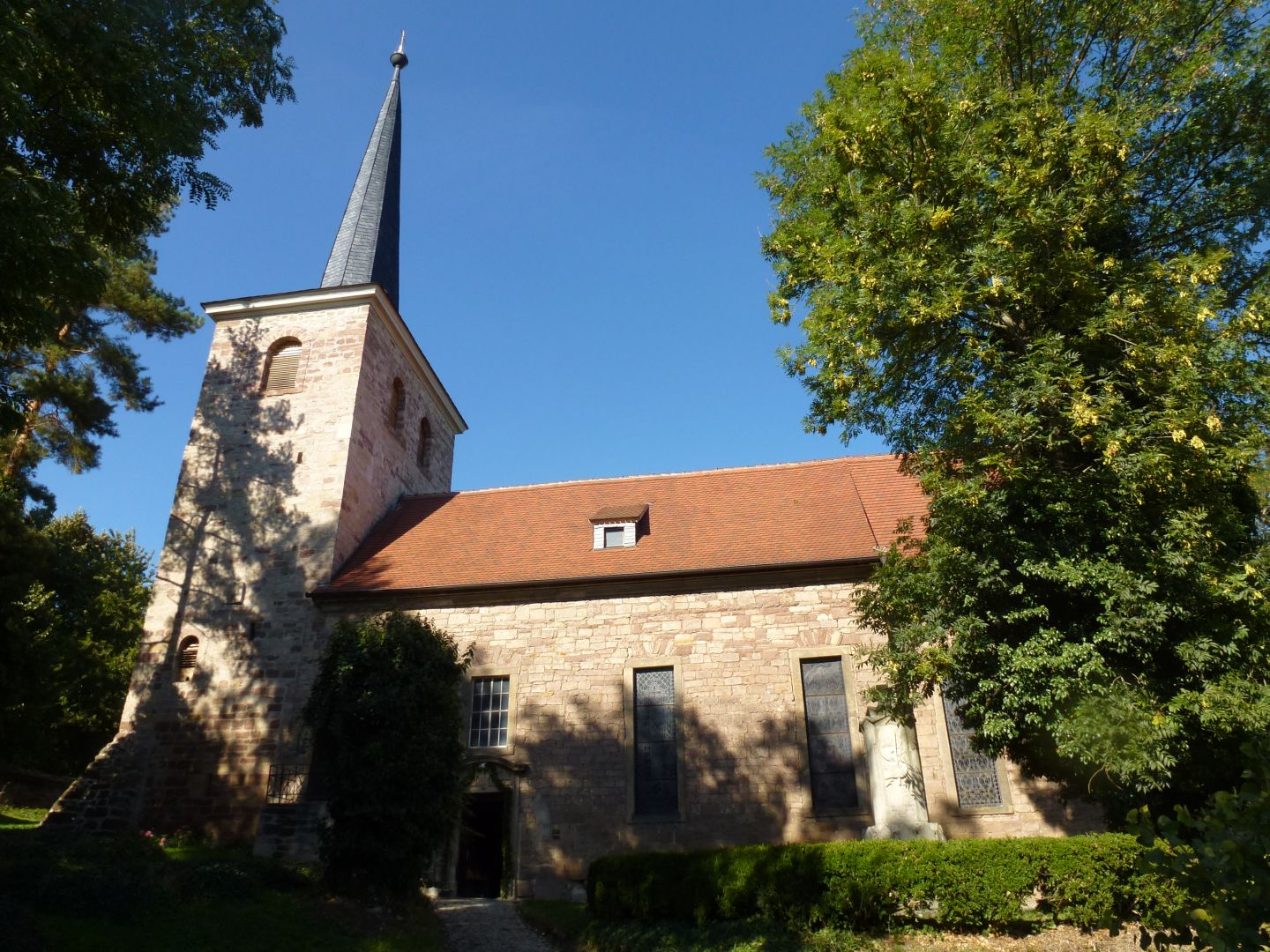
Kirche in Burgscheidungen

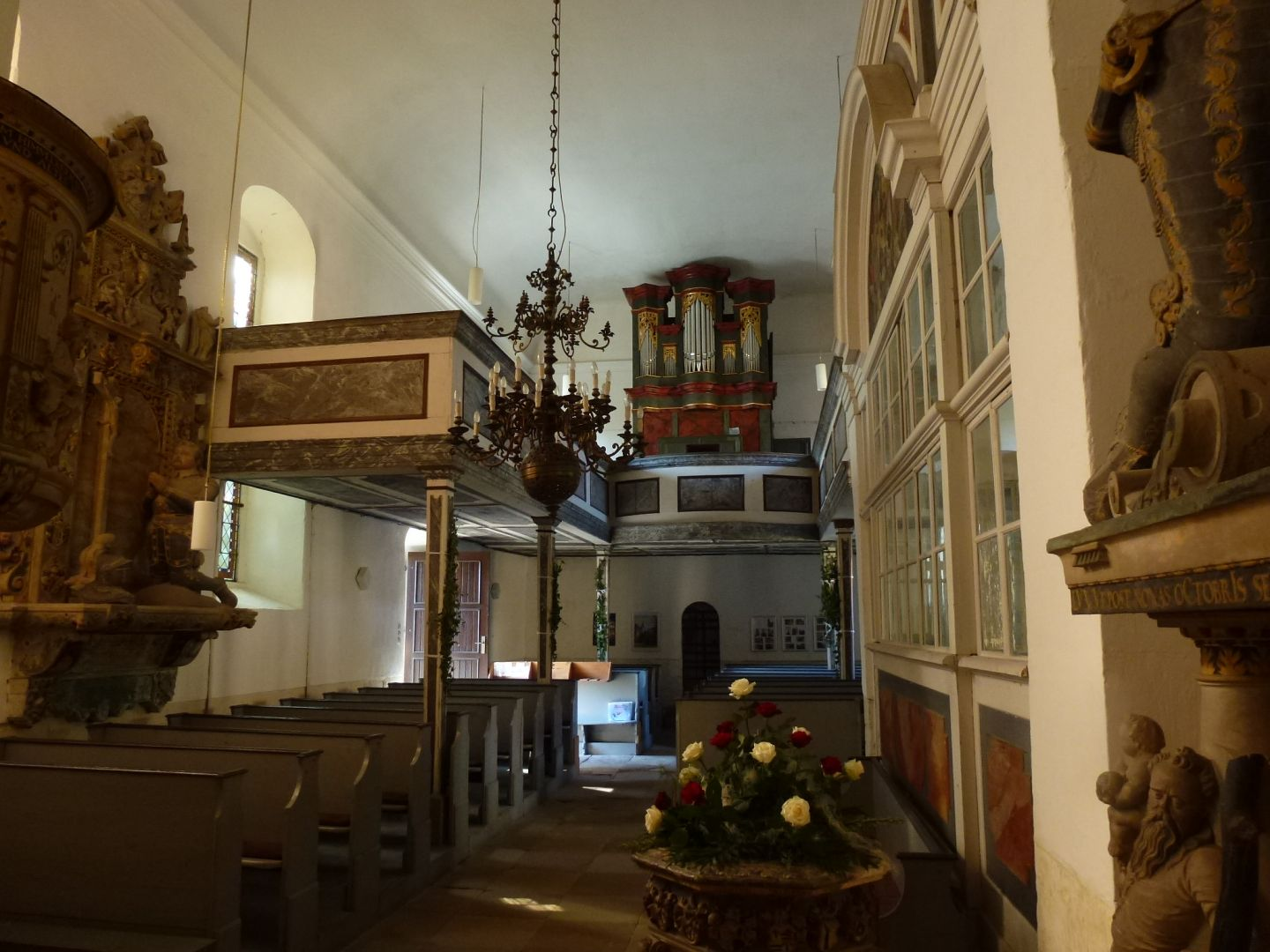
Das Innere der Kirche

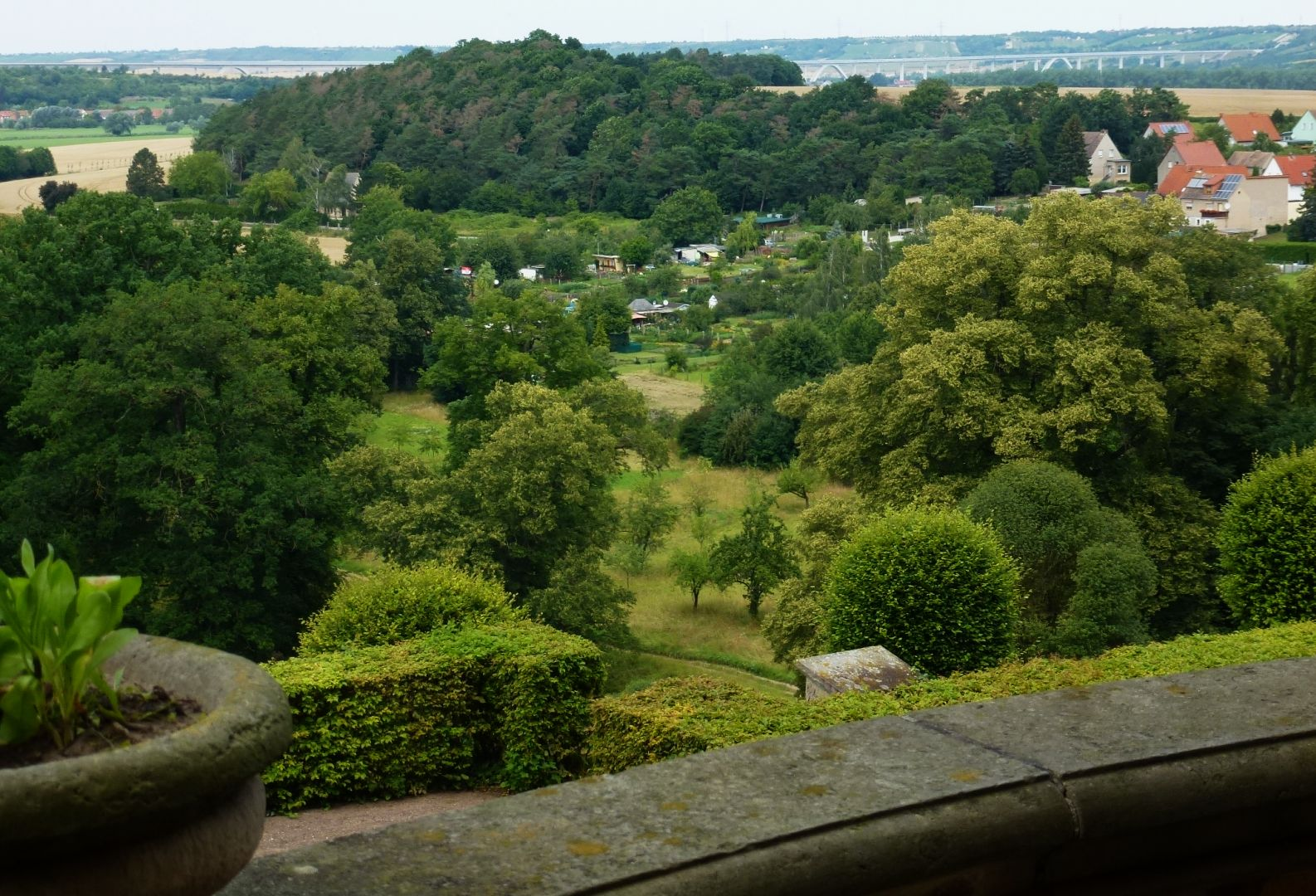
Blick von Burgscheidungen zur Unstruttalbrücke

Burgscheidungen liegt an der Unstrut zwischen Nebra und Laucha im Naturpark Saale-Unstrut-Triasland. Zur ehemaligen Gemeinde Burgscheidungen gehörte neben dem Hauptort Burgscheidungen am linken Ufer der Unstrut der Ortsteil Tröbsdorf am rechten Ufer des Flusses.

## Geschichte
Der über den Ort ragende Burgberg ist bereits seit 3000 v. Chr. besiedelt. In der Zeit der Völkerwanderung war hier eine wichtige Burg, möglicherweise sogar eine Residenz der Thüringer, deren Reich sich von der Elbe bis zur Donau bei Regensburg erstreckte. Im Jahre 531 sollen die Thüringer und ihr König Herminafried nach der Sachsengeschichte des Widukind von Corvey von den Franken bei Scithingi vernichtend geschlagen worden sein; allerdings haben die Ausgrabungen des Hallenser Archäologen Berthold Schmidt in den 1960/70er-Jahren keine Anhaltspunkte dafür geliefert. Aus dieser Epoche sind für Burgscheidungen überhaupt keine thüringischen Funde verzeichnet worden.
Seit 1371 wurde der Ort Scheidingen Borkschidingen (Burgscheidungen) genannt. Der gleichnamige Nachbarort Scheidingen, auf der anderen Seite der Unstrut gelegen, wurde schon ab 1294 Kirchschidingen (Kirchscheidungen) genannt.
In einem zwischen 881 und 899 entstandenen Verzeichnis des Zehnten des Klosters Hersfeld wurde (Burg-)Scheidungen als zehntpflichtiger Ort Scidinge im Friesenfeld urkundlich erwähnt. 1043 schenkte Kaiser Heinrich III. sie seiner Frau Agnes von Poitou als Morgengabe. 1069 schenkte diese wiederum die Burg Scheidungen dem Bistum Bamberg, welches von da an bis 1803 als Oberlehnsherr verschiedene adlige Familien damit weiter belehnte; nach den Grafen von Querfurt waren dies seit 1495 die Fürsten von Anhalt, die dieses Besitztum als Afterlehen an örtliche Adelsfamilien weiterverliehen. Von 1128 bis 1667 war Burgscheidungen auch Sitz des gleichnamigen Ministerialgeschlecht von Scheidingen.
1612 und 1625 erhielten die Gebrüder von Hoym von Fürst Johann Georg bzw. Christian I. von Anhalt  ihren bereits 1598 verliehenen Anspruch auf Burgscheidungen bestätigt und wurden 1629 nach dem Aussterben der Vorbesitzer von Wiehe gemeinsam mit denen von Wuthenau und Vertretern der Familie Schilling tatsächlich mit Burgscheidungen belehnt. Nachdem sich die Gebrüder von Hoym mit den Mitbesitzern Wuthenau und Schilling vertraglich über die Überlassung derer Anteile geeinigt hatten, wurden sie am 26. Januar 1630 von Fürst Christian von Anhalt-Bernburg mit Burgscheidungen belehnt.
1699 kam die 19-jährige braunschweigische Hofdame Anna Constantia von Brockdorff als zukünftige Gemahlin des Adolph Magnus von Hoym nach Burgscheidungen. Nach längerem Brautstande fand 1703 die Vermählung statt. Die Ehe des Adolf Magnus von Hoym mit Anna Constantia verlief nicht glücklich. Im Januar 1705 wurde Adolph Magnus gezwungen, in eine Scheidung einzuwilligen und so wurde die Ehe am 8. August 1705 geschieden. Der König von Polen und Kurfürst von Sachsen, August „der Starke“ bzw. August II., erwählte sie zur Mätresse und erwirkte später beim Kaiser ihre Erhebung in den Stand einer Reichsgräfin Cosel als Anna Constantia Gräfin von Cosel.
Nach wechselvoller Geschichte und verschiedenen Besitzern ging Burgscheidungen 1722 an die Familie von der Schulenburg über, welche daraufhin die Burg zu einem Barockschloss umgestalten ließen. Aus dieser Zeit stammt auch der angrenzende terrassenartig angelegte Schlosspark, der von einem kleinen Kanal abgegrenzt wird. In deren Besitz verblieb Burgscheidungen bis 1945.
Als Gesellschafter der Grafen von der Schulenburg verweilte von 1760 bis 1761 in Burgscheidungen der Leipziger Hofmeister und spätere Obersteuereinnehmer, Christian Felix Weiße, welcher mit Gotthold Ephraim Lessing, Christian Fürchtegott Gellert, Conrad Ekhof und Gottlieb Wilhelm Rabener eng befreundet sowie als Dichter und Jugendschriftsteller bekannt geworden war. Während seines Aufenthaltes auf Burgscheidungen entstanden die Tragödien „Crispus“, „Mustapha und Zeangir“, „Rosamunde“; die Lustspiele „Die Haushälterin“, „Der Mißtrauische gegen sich selbst“ und die „Neue Weiberschule“ sowie eine Übersetzung des Tyrtäos und die „Amazonenlieder“ (1760).
Burgscheidungen gehörte bis 1815 zum kursächsischen Amt Freyburg. Durch die Beschlüsse des Wiener Kongresses kam er zu Preußen und wurde 1816 dem Kreis Querfurt im Regierungsbezirk Merseburg der Provinz Sachsen zugeteilt, zu dem er bis 1944 gehörte.
Um das Jahr 1900 umfasste Burgscheidungen 21 Haushalte. Das Dorf besaß zu diesem Zeitpunkt eine Kirche, eine Mühle und eine Schmiede, außerdem einige Handwerksbetriebe. Das Rittergut wurde von der verwitweten Gräfin Henriette von der Schulenburg bewohnt.
1927 hatte Burgscheidungen 259 Einwohner.
Die Familie Graf von der Schulenburg wurde im Herbst 1945 durch die Bodenreform enteignet und das Schloss Burgscheidungen 1946 dem FDGB als Erholungsheim überlassen. Ab Dezember 1950 wurde das Schloss als Landesschule für Pionierleiter genutzt und führte den Namen „Ernst Thälmann“. Später diente das Schloss auch als Sonderschule des Zentralrates der FDJ für Auslandsstudenten. Von 1955 bis 1990 befand sich im Schloss die zentrale Schulungsstätte der CDU der DDR „Otto Nuschke“.
Seit 2008 befindet sich das Schloss wieder in Privatbesitz und wird seit 2009 als Hotel und Tagungsstätte betrieben.
Am 1. Juli 2009 wurde die vormals eigenständige Gemeinde Burgscheidungen in die Stadt Laucha an der Unstrut eingemeindet.

## Sehenswürdigkeiten

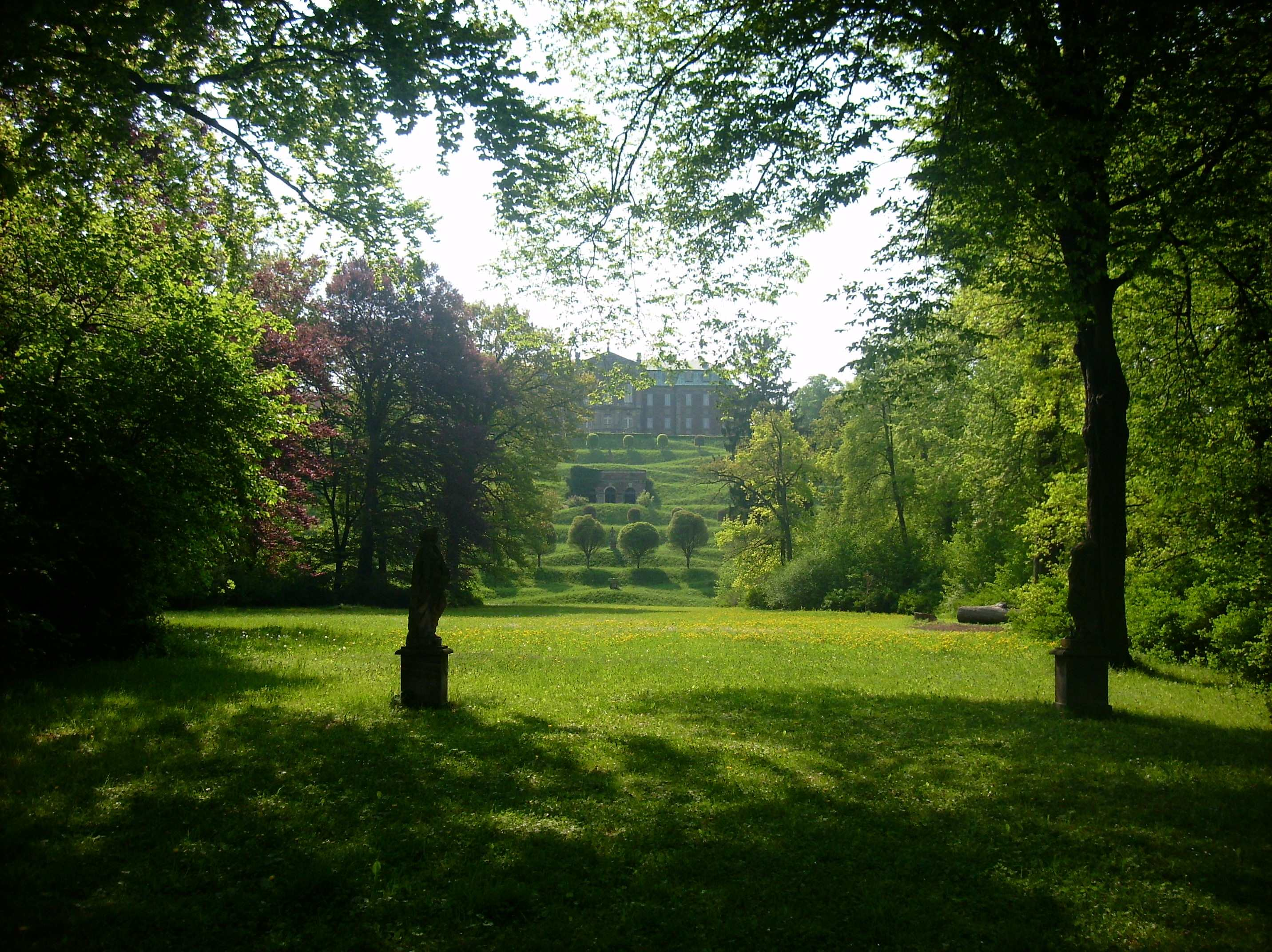
Park und Schloss Burgscheidungen

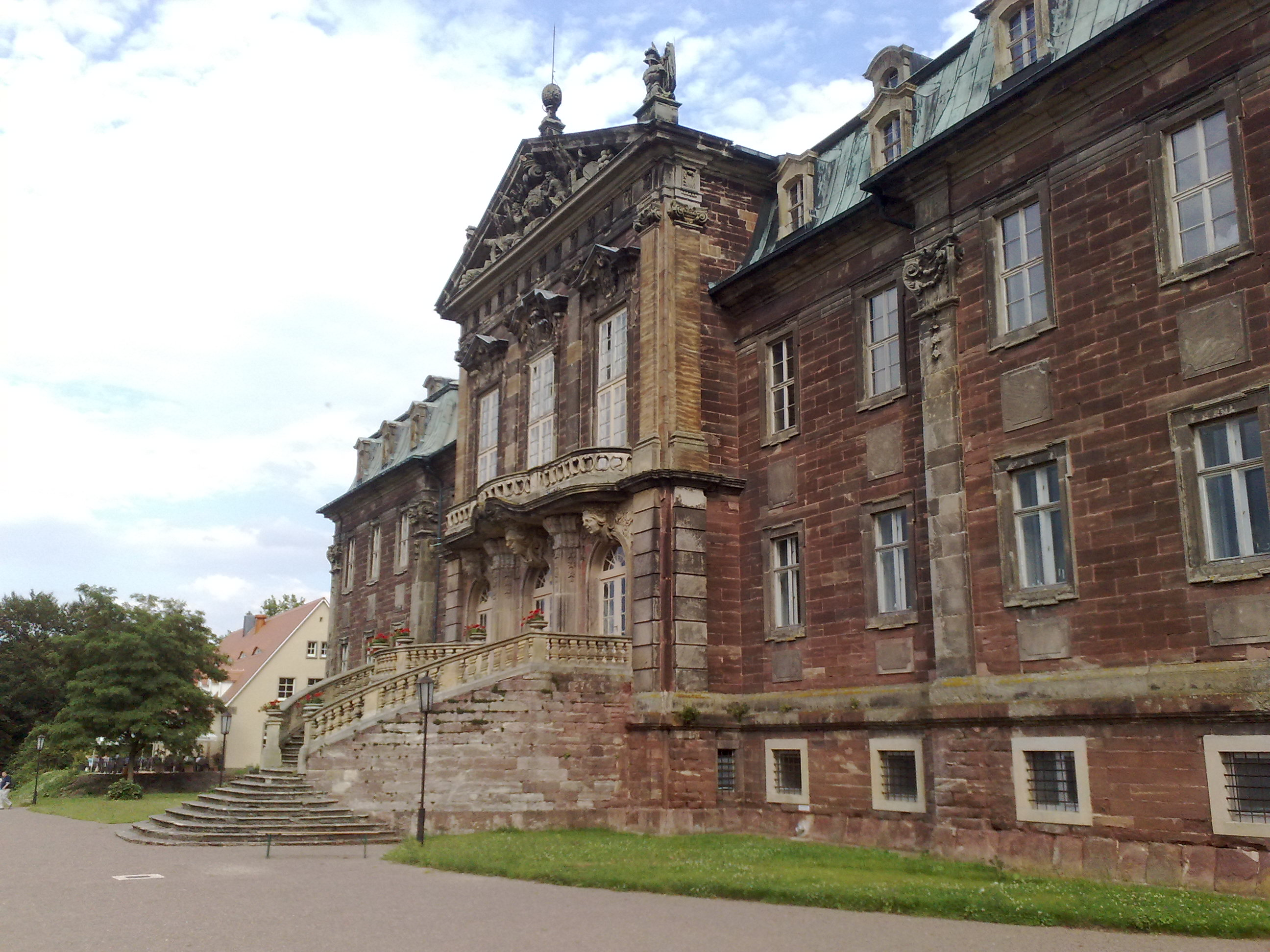
Schloss Burgscheidungen – Fassade

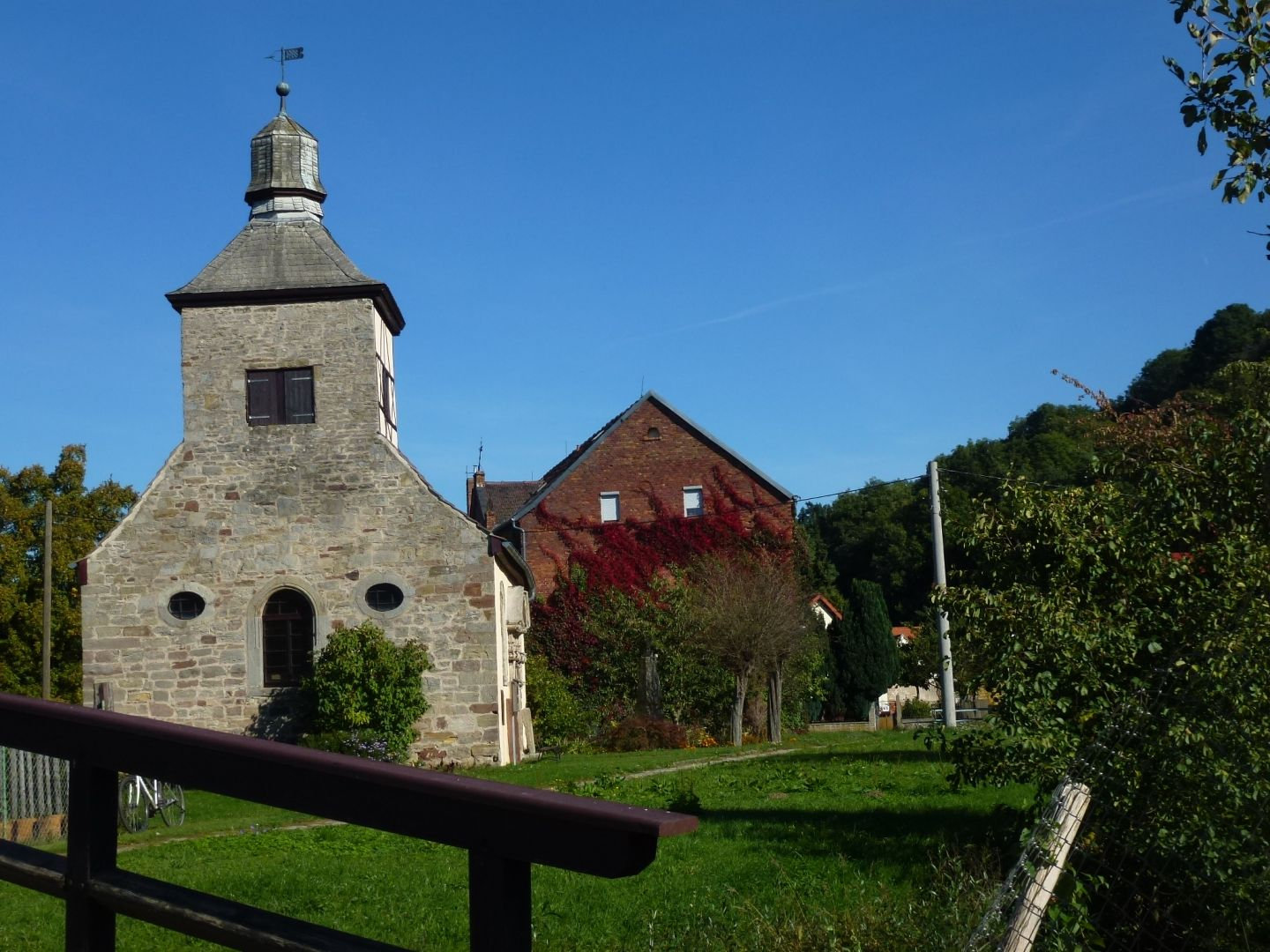
Kirche in Tröbsdorf

Über dem Ort befindet sich das Schloss mit seiner barocken Gartenanlage, welche einen schönen Blick über das Unstruttal bietet. Das Schloss und der Schlossgarten gehören zum Projekt Gartenträume Sachsen-Anhalt.
Im Ort selbst befindet sich die Kirche Burgscheidungen mit gotischem Ostanbau. Auch Tröbsdorf verfügt über eine Kirche, die kürzlich renoviert worden ist. Sehenswert sind auch das Unstrutwehr mit dazugehörigem Schleusenhaus sowie das ehemalige Gutshaus.
Als das Schloss CDU-Schulungsstätte war, befand sich seit 1972 im Innenhof eine von dem Bildhauer Bruno Kubas geschaffene Gedenktafel für alle Christen, die Opfer der Nazidiktatur geworden waren. Die Bronzetafel wurde nach 1990 von der Treuhand entfernt, ebenso wie das dem gleichen Thema gewidmete Traditionszimmer im Innern des Schlosses.
Auf dem Friedhof des Ortsteiles Tröbsdorf befindet sich das Grab eines namentlich bekannten polnischen Kriegsgefangenen, der 1940 von einem Wachposten ermordet wurde.
Die Metzeiche bei Tröbsdorf hat einen Brusthöhenumfang von 6,65 m (2015).

## Wirtschaft und Infrastruktur
Burgscheidungen ist auch heute noch vor allem landwirtschaftlich geprägt. An den umliegenden Hängen befinden sich Weinbauanlagen. Größere Arbeitgeber oder Industrieansiedlungen existieren nicht, zumal der etwas abseits gelegene Ort weder einen Eisenbahnanschluss besitzt, noch an einer Bundesstraße liegt.

### Verkehr
Der Nachbarort Kirchscheidungen liegt an der Unstrutbahn, auf der stündlich Regionalbahnen des Unternehmens nach Wangen sowie Naumburg verkehren.

## Söhne und Töchter des Ortes
- Levin Friedrich von der Schulenburg (1738–1801), kursächsischer Geheimer Rat und Erb-, Lehn- und Gerichtsherr auf Burgscheidungen und Kirchscheidungen sowie Kleinliebenau
- Moritz Levin Friedrich Graf von der Schulenburg (1774–1814), königlich-sächsischer Kammerherr, Majoratsherr auf Burg- und Kirchscheidungen, Erbherr von Branderode und Netzschkau